# Пеньюелас (Пуерто-Рико)
Пеньюелас (ісп. Peñuelas, МФА: [peˈɲwelas]) — муніципалітет Пуерто-Рико, острівної території у складі США. Заснований 1793 року.

## Географія
Пеньюелас розташований у південній частині острову Пуерто-Рико. 
Площа суходолу муніципалітету складає 116 км² (35-е місце за цим показником серед 78 муніципалітетів Пуерто-Рико).

## Демографія
Станом на 2010 рік на території муніципалітету мешкало 24 282 ос.
Динаміка чисельності населення:

## Населені пункти
Найбільші населені пункти муніципалітету Пеньюелас:
| Населений пункт | Статус | Населення :   | Населення :   | Населення :   |
| Населений пункт | Статус | на 01.04.1990 | на 01.04.2000 | на 01.04.2010 |
| --------------- | ------ | ------------- | ------------- | ------------- |
| Пеньюелас       | Місто  | 5 918         | 6 712         | 5 859         |
| Санто-Домінго   | Селище | 2 691         | 3 633         | 3 156         |
| Тальябоа        | Селище | 1 021         | 1 150         | 925           |
| Тальябоа-Альта  | Селище | 2 399         | 2 243         | 1 816         |